# Пол Арріола
Пол Арріола (англ. Paul Arriola, нар. 5 лютого 1995, Чула-Віста) — американський футболіст, нападник клубу «Тіхуана» та національної збірної США.

## Клубна кар'єра
Народився 5 лютого 1995 року в містечку Чула-Віста, передмісті Сан-Дієго. Дід і бабка Арріоли іммігрували з Мексики у США, тому у Пола мексиканські коріння.
Арріола почав займатися футболом у IMG Soccer Academy. Він провів рік в академії, після чого виступав за молодіжну команду місцевого «Арсеналу». У 2012 році Пол вступив до футбольної школи клубу «Лос-Анджелес Гелексі» і навіть зіграв кілька матчів за резервну команду. У тому ж році на Арріолу вийшов мексиканський клуб «Тіхуана». Пол вибрав Мексику, незважаючи на більш вигідну пропозицію від «Гелексі». Він пояснив своє рішення близькістю від будинку, а також наявністю в складі команди Джо Корони, Грега Гарси, Еркулеса Гомеса і Едгара Кастільйо, батьки або родичі яких є іммігрантами, як і сам Арріола.
20 липня 2013 року в матчі проти «Атласа» Пол дебютував у мексиканській Прімеріі, відзначившись гольовою передачею на Даріо Бенедетто. 18 серпня в поєдинку проти «Монтеррея» він забив свій перший гол за «шолос».

## Виступи за збірні
У 2011 році у складі юнацької збірної США Арріола став переможцем юнацького чемпіонату КОНКАКАФ в Ямайці. На турнірі він був запасним і на поле не вийшов. Влітку того ж року Арріола виступав на юнацькому чемпіонаті світу у Мексиці. На турнірі він взяв участь в матчах проти команд Чехії, Узбекистану та Німеччини.
У 2015 році Пол був включений в заявку на участь у Молодіжному кубку КОНКАКАФ на Ямайці. На турнірі він зіграв у матчах проти молодіжних команд Гватемали, Аруби, Ямайки, Сальвадору, Панами та Тринідаду і Тобаго. У поєдинку проти сальвадорців Арріола забив гол.
У тому ж році в складі молодіжної збірної США Пол взяв участь у молодіжному чемпіонаті світу у Новій Зеландії. На турнірі він зіграв у матчах проти Нової Зеландії, України, Колумбії та Сербії.
23 травня 2016 року в товариському матчі проти збірної Пуерто-Рико Арріола дебютував у складі національної збірної США. У цьому ж поєдинку він забив свій перший гол за національну команду.
Наступного року у складі збірної був учасником розіграшу Золотого кубка КОНКАКАФ 2017 року у США.
Наразі провів у формі головної команди країни 7 матчів, забивши 2 голи.

### Голи за збірну США
| #  | Дата           | Місце                                            | Суперник          | Рахунок | Результат | Змагання                            |
| -- | -------------- | ------------------------------------------------ | ----------------- | ------- | --------- | ----------------------------------- |
| 1. | 23 травня 2016 | Хуан Рамон Лобріель Стедіум, Баямон, Пуерто-Рико | Пуерто-Рико       | 1:3     | 1:3       | Товариський матч                    |
| 2. | 6 вересня 2016 | ЕверБенк Філд, Джексонвіль, США                  | Тринідад і Тобаго | 4:0     | 4:0       | Чемпіонат світу 2018 (кваліфікація) |

## Досягнення
- Переможець Юнацького чемпіонату КОНКАКАФ: 2011
- Володар Золотого кубка КОНКАКАФ: 2017, 2021
- Срібний призер Золотого кубка КОНКАКАФ: 2019